# 第6回東京音楽祭
第6回東京音楽祭（だいろっかいとうきょうおんがくさい、6th Tokyo Music Festival）は、6回目の『東京音楽祭』である。1977年6月19日、日本武道館にて世界大会が開かれ、マリリン・マックー＆ビリー・デイヴィス・ジュニア（アメリカ）がグランプリに輝いた。  
- 第5回東京音楽祭-第6回東京音楽祭-第7回東京音楽祭

## 概要
- 世界中からテープ審査の結果、海外12曲、日本から4組（ゴールデンカナリー賞：大橋純子、沢田研二、山口百恵、シルバーカナリー賞：清水健太郎）、計16曲が参加。

## 司会者
- 土居まさる
- マリ・クリスティーヌ

## スペシャルゲスト
ゲスト
- ポール・アンカ

## 審査員
- 服部良一（審査委員長）
- 蘆原英了（音楽評論家）
- 荻昌弘（映画評論家）
- アウグスト・アウゲロ（FIDOF名誉会長）スペイン
- ダニー・オドノヴァン（ダニーオドノヴァンエンタープライズ社長）イギリス
- サルヴァトーレ・T・キャンティア（MCAミュージック社長）アメリカ
- ボブ・オースティン（レコードワールド社長）アメリカ
- ディビッド・ベイリー（写真家）イギリス
- ジェーン・バーキン（女優、歌手）フランス
- セルジュ・ゲンスブール（作曲家）フランス
- キム・ノヴァク（女優）アメリカ
- モーリス・C・レノマ（レノマ社長）フランス
- カイ・ハースター（ミュージックジョーカー編集長）西ドイツ
- ノーマン・ウェイザー（CMA議長）アメリカ

## 世界大会エントリー
参加17曲(ほぼ出場順）
| 曲順 | エントリー歌手                                                                 | 参加楽曲                                                 | 賞             | 国                 |
| ---- | ------------------------------------------------------------------------------ | -------------------------------------------------------- | -------------- | ------------------ |
| 1    | ジュリー・バタイユ Julie Bataille                                              | 「もう大人よ」 Pas besoin d'éducation sexuelle           |                | フランス           |
| 2    | ザ・ランナウェイズ the Runaways                                                | 「オールナイトでぶっとばせ」 All Right You Guys          |                | アメリカ           |
| 3    | モーリス・アルバート Morris Albert                                             | 「愛のバラード」 Someone, Somehow                        | 銀賞           | ブラジル           |
| 4    | 清水健太郎                                                                     | 「帰らない」                                             |                | 日本               |
| 5    | ディディット・レィエス Didith Reyes                                            | 「抱いて抱いて」 Hold me,Hold me tight                   | 金賞           | フィリピン         |
| 6    | バルビ・ベントン Barbi Benton                                                  | 「愛のひととき」 Morning,Noon and Nighttime              | 銅賞           | アメリカ           |
| 7    | 山口百恵                                                                       | 「夢先案内人」                                           | 銅賞           | 日本               |
| 8    | キム・カーンズ Kim Carnes                                                      | 「愛の予感」 Love Comes From Unexpected Places           | 作曲賞         | アメリカ           |
| 9    | 大橋純子                                                                       | 「シンプルラブ」                                         | 外国審査員団賞 | 日本               |
| 10   | ザ・フォー・フレッシュメン the Four Freshmen                                   | 「ナイトタイム」 Night Times                             |                | アメリカ           |
| 11   | ジョン・ガビルー John Gabilou                                                  | 「マリアマイラブ」 Erre Arrive Aujourd' Hui              | 銅賞           | フランス（タヒチ） |
| 12   | 沢田研二                                                                       | 「勝手にしやがれ」                                       | 銀賞           | 日本               |
| 13   | イ・ソン・エ/李成愛                                                            | 「夜明けよ、翔べ」                                       |                | 韓国               |
| 14   | マリリン・マックー＆ビリー・デイビス・ジュニア Marilyn McCoo & Billy Davis Jr. | 「ふたりの誓い」 The Two Of Us                           | グランプリ     | アメリカ           |
| 15   | マキシム・ナイチンゲール Maxine Nightingale                                    | 「愛のゆくえ」 I Wonder Who's Waiting up for You Tonight | 最優秀歌唱賞   | イギリス           |
| 16   | ダニエル・ギシャール Daniel Guichard                                           | 「愛はひとりごと」 Je t'aime, tu vois                    |                | フランス           |

## エピソード
- フィリピンの音楽祭審査関係者による得票不正が行われた旨の新聞報道があった。グランプリ次点の金賞は、フィリピン代表ディディット・ライエス。

## 世界大会出場以外の国内大会参加アーティスト
国内大会 (ゴールデンカナリー賞選出大会)
- 松崎しげる「夕陽の歌」（最優秀歌唱賞）
- 小柳ルミ子「星の砂」（ゴールデン・スター賞）
- 敏いとうとハッピー&ブルー「星降る街角」

他多数
国内新人大会 (シルバーカナリー賞選出大会)
- 狩人「あずさ2号」（最優秀新人賞）
- 塚田三喜夫「五月のバラ」（最優秀歌唱賞）
- 清水由貴子「お元気ですか」
- 高田みづえ「硝子坂」
- 榊原郁恵「バス通学」
- 神田広美「人見知り」
- ゴールデンハーフ・スペシャル「月影のドンチュッチュ」

他多数